# Barioperovskite
La barioperovskite (simbolo IMA: Bprv) è un minerale del supergruppo della perovskite, all'interno del quale viene collocato nel gruppo delle perovskiti stechiometriche e da lì al sottogruppo della perovskite; appartiene alla famiglia degli "ossidi e idrossidi" e possiede composizione chimica BaTiO3.

## Etimologia e storia
La barioperovskite deve il suo nome per via del fatto che è l'analogo del bario della perovskite.
Il suo campione tipo è conservato presso il National Museum of Natural History di Washington DC (Stati Uniti) con il numero di catalogo NMNH 174513.

## Classificazione
La classica nona edizione della sistematica dei minerali di Strunz, aggiornata dall'Associazione Mineralogica Internazionale (IMA) fino al 2009, elenca la barioperovskite nella classe "4. Ossidi (idrossidi, V[5,6] vanadati, arseniti, antimoniti, bismutiti, solfiti, seleniti, telluriti, iodati)" e da lì nella sottoclasse "4.C Metallo:Ossigeno = 2:3, 3:5 e simili"; questa viene più finemente suddivisa in base alla dimensione dei cationi coinvolti, in modo tale da trovare la barioperovskite nella sezione "4.CC Con cationi di media e grande dimensione" dove forma il sistema nº 4.CC.30 insieme a lakargiite, latrappite, lueshite, natroniobite, perovskite e uhligite (quest'ultima non più riconosciuta dall'IMA come specie mineralogica indipendente).
Tale classificazione rimane invariata anche nell'edizione successiva, proseguita dal database "mindat.org" e chiamata Classificazione Strunz-mindat nella quale, oltre ai minerali già citati, fa la sua comparsa megawite, mentre l'uhligite viene spostata al sistema 4.CC.40.
Nella Sistematica dei lapis (Lapis-Systematik) di Stefan Weiß la barioperovskite si trova nella classe degli "ossidi" e nella sottoclasse degli "ossidi con rapporto metallo:ossigeno = 2:3 (M2O3 e composti correlati)"; qui forma la "serie della perovskite" con il numero di sistema IV/C.10 insieme a perowskite, megawite, lakargiite, latrappite, tausonite, loparite, isolueshite, pauloabibite, lueshite, macedonite e vapnikite.
Anche la classificazione dei minerali secondo Dana, usata principalmente nel mondo anglosassone, elenca la barioperovskite nella famiglia di "ossidi e idrossidi"; qui è nella classe degli "ossidi" e nella sottoclasse degli "ossidi semplici con carica cationica 3+ (A2O3)", dove forma il "gruppo della perovskite" con il numero di sistema 04.03.03 insieme a perovskite, latrappite, loparite, lueshite e tausonite.

## Abito cristallino
La barioperovskite cristallizza nel sistema ortorombico nel gruppo spaziale Amm2 (gruppo nº 38) con le costanti di reticolo a = 3,9874 Å, b = 5,6751 Å e c = 5,6901 Å, oltre ad avere 2 unità di formula per cella unitaria.

## Origine e giacitura
La barioperovskite si trova come inclusione in cristalli di benitoite in vene di natrolite all'interno di corpi di scisto blu a loro volta contenuti in serpentinite. La paragenesi è con la benitoite.
La barioperovskite è un minerale molto raro ed è stato trovato solo nella sua località tipo, la miniera "California State Gem" (36.33611°N 120.60528°W) nella contea di San Benito (California, Stati Uniti) e nel meteorite Allende, trovato presso l'omonima città dello stato di Chihuahua (Messico).

## Forma in cui si presenta in natura
La barioperovskite si forma in cristalli tabulari (a volte quasi dendritici) di dimensioni fino a 8 μm oppure in grani irregolari, di dimensioni fino a 10 μm.